# 29448 Pappos
29448 Pappos è un asteroide della fascia principale. Scoperto nel 1997, presenta un'orbita caratterizzata da un semiasse maggiore pari a 2,3949693 au e da un'eccentricità di 0,2946934, inclinata di 1,42966° rispetto all'eclittica.
L'asteroide è dedicato al matematico greco antico Pappo di Alessandria.